# Гамбургский счёт
«Гамбургский счёт» — в русском языке фигура речи, касающаяся подлинной системы ценностей, свободной от сиюминутных обстоятельств и корыстных интересов.

## Появление
Выражение «по гамбургскому счёту» восходит к легенде, рассказанной Виктором Шкловским. Эта притча легла в основу пролога его одноимённой книги «Гамбургский счёт» (1928). «Гамбургский счёт» представлял собой действительное соотношение силы и мастерства цирковых борцов, тогда как на арене цирка победитель схватки определялся по договорённости заранее:

Гамбургский счёт — чрезвычайно важное понятие.

Все борцы, когда борются, жулят и ложатся на лопатки по приказанию антрепренёра.

Раз в году в гамбургском трактире собираются борцы.

Они борются при закрытых дверях и завешанных окнах.

Долго, некрасиво и тяжело.

Здесь устанавливаются истинные классы борцов, — чтобы не исхалтуриться.

Гамбургский счёт необходим в литературе.

По гамбургскому счёту — Серафимовича и Вересаева нет.

Они не доезжают до города.

В Гамбурге — Булгаков у ковра.

Бабель — легковес.

Горький — сомнителен (часто не в форме).

Хлебников был чемпион.
— Виктор Шкловский, «Гамбургский счёт», 1928
В 1965 году в отзыве на статью Л. И. Скворцова Шкловский поведал, как впервые услышал выражение «гамбургский счёт». Случилось это в ресторане «Дома Герцена» — одного из прообразов булгаковского «Дома Грибоедова» по Тверскому бульвару, 25 в Москве. В ресторане собирались друзья шеф-повара — бывшего циркового борца. Однажды в компании появился Иван Поддубный. Он рассказал, как его, уже 70-летнего (в 1924 году Поддубному исполнилось 53 года) и практически переставшего бороться, неудачно попытался положить на лопатки молодой спортсмен. Комментируя рассказ, повар напомнил про «гамбургский счёт». Не понявшему идиому Шкловскому «объяснили, что это счёт без условностей, без наигрыша. Его в старину устанавливали в Гамбурге на закрытых состязаниях — без публики». Издавая книгу, ещё в 1924 году Виктор Шкловский написал о гамбургском счёте и ему посоветовали вынести это выражение в её заглавие.
Легенда, поведанная литератором, не нашла подтверждений. Историкам Гамбурга и современным хозяевам ресторанов ничего не известно о состязаниях борцов, якобы проходивших в старину в гамбургском трактире. К. В. Душенко считает, что «гамбургский счёт» — собственное выражение Шкловского. Сомнения добавляет тот факт, что И. М. Поддубному, возраст которого имел существенное значение для сюжета его рассказа, в 1924 году исполнилось только 53 года, хотя боролся он действительно до 70 лет.
Определение Шкловским места «у ковра» для Михаила Булгакова последним было воспринято как оскорбительное, намекающее на клоуна, который у ковра развлекал в цирке публику. Это осложнило отношения между двумя писателями. Намёк на клоуна, впрочем, усмотрели не все. Так в письме к литературоведу Станиславу Рассадину Виктор Конецкий высказывал иное понимание ранжирования писателей у Шкловского:

В который раз наткнулся на упрёк В. Б. Шкловскому в адрес Булгакова: «у ковра» (то есть выводится из игры!). Это некий массовый психоз, ибо выражение обозначает высокий комплимент и предсказание «гамбургской борьбы» и победы в ней.
Написано сие «у ковра» в 1924 году. В книге напечатано в 1928 году.
Понимать выражение, мне кажется, следует:
1. Булгаков уже приехал в Гамбург. А Серафимович или Вересаев туда даже приблизиться не могут.
2. Булгаков уже СТОИТ у ковра, ибо допущен к соревнованиям высшего пилотажа (это в 1924 году!).
3. Хлебников с ковра уже сошёл, ибо уже победил.
4. Бабель уже принимал участие в драке, но, по мнению В.Б.Ш., легковес. Горький же часто не в форме, то есть его на ковре могут просто-напросто придушить — старенький уже.

— В. Конецкий, письмо С. Рассадину от 21 октября 1980 года
Позднее Шкловский признавал свой пролог неправильным.

## Распространение
Благодаря одноимённой книге Виктора Шкловского, выражение «гамбургский счёт», получившее распространение в русском языке, стало крылатым и популярным не только в писательской среде, но и гораздо шире. В частности, психологами оно используется для выявления реального, а не официального места индивида в статусной иерархии.

…В первую очередь, «гамбургский счёт» актуален при работе социального психолога-практика с малыми группами, определении их актуального состояния и траектории развития, выявлении причин низкой функциональности как явных, так и потенциальных конфликтов…
— Национальная психологическая энциклопедия
В 1997 году научный журнал «Новое литературное обозрение» опубликовал одноимённую статью «Гамбургский счёт» культуролога и критика Михаила Берга, в которой автор соотносит смысл выражения с критериями профессионального успеха. На высказанные соображения в следующем 1998 году появилось несколько откликов — библиографа и литературного критика Никиты Елисеева «Гамбургский счёт и партийная литература»; литературоведа и филолога Михаила Гаспарова «К статье М. Берга „Гамбургский счёт“»; московского концептуалиста Дмитрия Пригова «Счёт в гамбургском банке» и так далее.
Профессор Свободного университета Берлина Ютта Лимбах в своей книге о словах-переселенцах (нем. Ausgewanderte Wörter) рассматривает выражение «гамбургский счёт» как пришедшее недавно из русского языка в немецкий (нем. Die Hamburger Rechnung) и означающее «справедливый, правильный, честный результат». Например, ежедневная газета Die Welt использует это крылатое выражение для заголовка статьи в разделе «экономика» (нем. Wirtschaft).
Об этом говорит также Харри Вальтер, доктор филологических наук, профессор Грайфсвальдского университета.
За пределами русского языка это выражение вызывает трудности с переводом из-за отсутствия понятия в других языках и многозначности русского слова «счёт». Дуглас Робинсон предлагает три варианта —
англ. the Hamburg score, the Hamburg rankings, the Hamburg account — для названия работы Шкловского, отмечая, что (англ. score, rankings) лучше описывают аллюзию к соревнованиям борцов, но Ричард Шелдон (англ. Richard Sheldon) при переводе использовал англ. account.
Существует предположение, что по ассоциации с «гамбургским счётом» Шкловского крылатым стало выражение «по большому счёту», появившееся позднее в романе Вениамина Каверина «Исполнение желаний».